# Гигинци
Гигинци е село в Западна България. То се намира в община Брезник, област Перник.

## География
Село Гигинци се намира в планински район, югозападно от Брезник. То е разположено в подножието на планината Църна гора. Част е от Руйско-Верилската планинска верига в Краище с най-висок връх Тумба – 1129 м. Надморската височина на селото е 786 м. Релеф – нископланински, изграден от метаморфни и седиментни скали с мезозойска възраст.
Преобладават канелени почви и черноземни смолници. Климатът е умерено-континентален, определен от голямата надморска височина, пролетта идва късно, и типични са сланите през месец септември. Най-много валежи падат в края на юни. Снежната покривка през зимата се задържа 3 месеца. Преобладава широколистна и тревиста растителност.
Населението в село Гигинци е застаряващо. Ежедневни миграции до гр. Брезник и гр. Перник.

## История
В съкратен регистър на Пиротския кадилък от 1530 г. е записано село Гигинче, с 4 домакинства мюсюлмани и 92 домакинства християни, 5 неженени и една вдовица.

## Религии
Вероизповедание – православие.
Край селото се намира православният манастир „Св. св. Козма и Дамян“.

## Личности
Родени
- Максим Асенов (1928 – 1995), български поет, публицист и драматург

## Обществени институции
В помощ на кмета, за спасяване на с. Гигинци, за възстановяване на разрухата, на доброволни начала работи „Инициативен комитет за спасяване на с. Гигинци“ от 5 души.
През последните години за благоустрояване на селото са отпуснати много малко парични средства и разрухата си каза своята дума.
В сградата на кметството вече функционира пенсионерски клуб, а читалището е в процес на регистрация. Лекарският кабинет има нужда от ремонт. Пейките в детската площадка се нуждаят от ремонт, двата моста – при гробищния парк и при сградите на Земеделската кооперация също се нуждаят от ремонт. Сградата на кметството има нужда от още ремонтни дейности, инфраструктурата около кметството също, необходимо е изцяло ново обзавеждане на големия салон, където ще се помещава и читалището.
Инициативният комитет и кмета са изработили дългосрочна прграма за благоустрояването на селото. За осъществяването ѝ се разчита на средства от община Брезник и дарения и ще се кандидатства по програмите на ЕС.
В с. Гигинци има земеделска производителна кооперация – ЗПК „Гигинци“, която разполага с обработваема площ, обори, складова база и техника.

## Културни и природни забележителности
- Гигински манастир „Свети Безсребреници Козма и Дамян“ (Църногорски манастир), находящ се на 6 км. от село Гигинци.

Първоначалното местоположение на манастира е било в местността Китка.
Правени са археологически разкопки и са открити запазени основи на монашеско крило и защитна кръгла кула – от XI-XII век. Такива кули могат да се видят днес в Рилския и Хилендарския манастир.
По-късно манастирът е построен на ново място, където е и до днес.
Църногорският (Гигинския) манастир не е пострадал при османското нахлуване. Управлявал се е от български първенци – епископи. Службите тук винаги са извършвани на български език.
През 1731 г. българите от околността, окуражени от превземането на Ниш от австрийската армия, възстанали срещу османската власт. Манастирът е бил разбит и опоражен, вероятно около 1737 – 39 г. Огънят изпепелил сградите и богатата манастирска библиотека.
Манастирът се връща към живот благодарение на хилендарски монаси, които при преминаването си през Църна гора – открили заровеното аязмо и възобновили в близост до него обителта. Открит е каменен надпис от 1814 г., в който се споменава как отци Захария и Игнат се заемат с възстановяването на манастира на мястото, избрано по-рано от светогорските монаси. С помощта на хората от съседните 26 села към 1822 г. Строежът на манастирските постройки бил завършен. През 1817 г. било възстановено килийното училище за деца от околността. Тук са се учели на четмо, писмо, вяра, а някои от тях се подготвяли за свещеници. До 1937 г. в манастира е имало монаси.
След установяване на отечественофронтовската власт светата обител е превърната за няколко месеца в място за задържане, а след това в него е настанена и войскова част. В манастира са държани под стража приближени на двореца лица, първенци сред местното население. Тук са довеждани да секат дърва и концлагерите от „Богданов дол“. За известно време манастирът е бил и детски лагер. По-късно със съгласието на Софийската митрополия манастира се отдава под наем. Наемателите го взимат за кратко време от 1 до 3 години и не полагат грижи за сградите. Най-често наемателите отглеждат добитък в манастира и това е най-мрачният период от живота на манастира.
По-късно през XX век в манастира отново има монаси. Тук отново кипи живот. Възстановена е черквата, аязмото, кухнята и столовата, продължава възстановяването на стопанските постройки. Предстои ремонт на сградата, където са стаите на монасите, започнато е изграждането и на опожарената част.
Монасите отглеждат стадо от биволи, кошери с пчели и др.
На 2 май на ливадите около манастира се организира всяка година народен събор на който се стичат стотици хора не само от близките села, но и от по-далечни села и градове.
- Друга забележителност е православната черква „Успение Богородично“ строена през 1881 г.

В близост до с. Гигинци се намират язовир „Бегуновци“ и язовир „Слаковци“. Язовирите се отдават на концесия.
До язовир Слаковци е изграден красив комплекс от хотел, ресторант, бунгала, кафе, множество беседки за почиващи и риболовци.
До язовир „Бегуновци“ има също кът за отдих.

## Ежегодни събития
Местният събор се провежда всяка година на 21 септември. Самият празник се предшествува от тържество, което се провежда на площада на 20 септември вечерта.
В селото също се празнува народният празник – Сурова на 14 януари. Групата е многобройна. Взима участие в прегледите на кукерските групи в гр. Брезник и в международните фестивали, провеждани в гр. Перник. Много пъти е печелила награди.
На 2 май на ливадите около манастира се организира всяка година народен събор на който се стичат стотици хора не само от близките села, но и от по-далечни села и градове.
В местността „Дубие“ всяка година се празнува християнският празник „Света Троица“. Готви се курбан.

## Снимки
- Каменният кръст в местността Дубие
- Площадът на село Гигинци
- Мостът при гробищния парк
- Земеделската кооперация
- Мостът при сградите на Земеделската кооперация